# Sauna gay

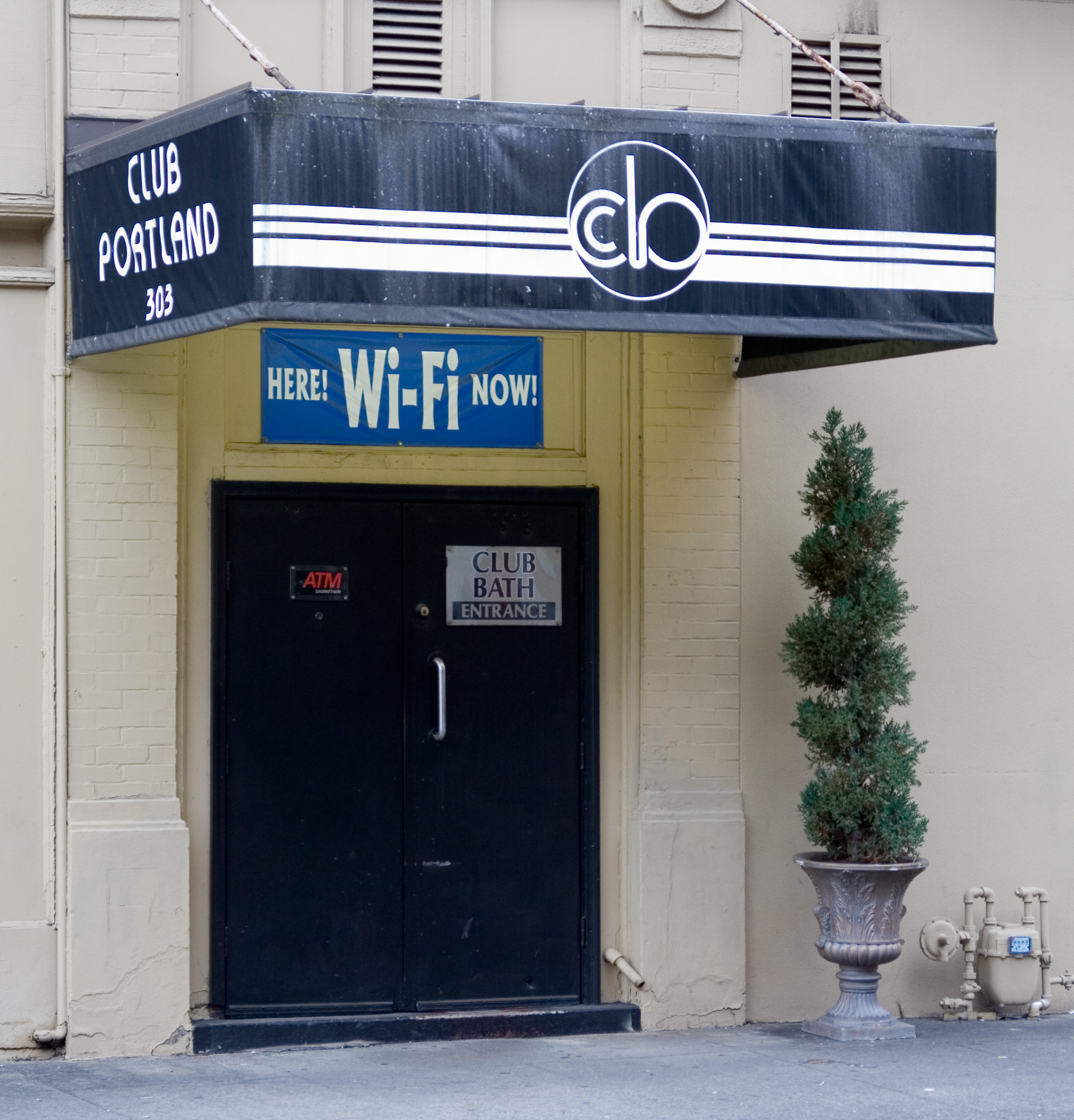
Sauna gay nos EUA.

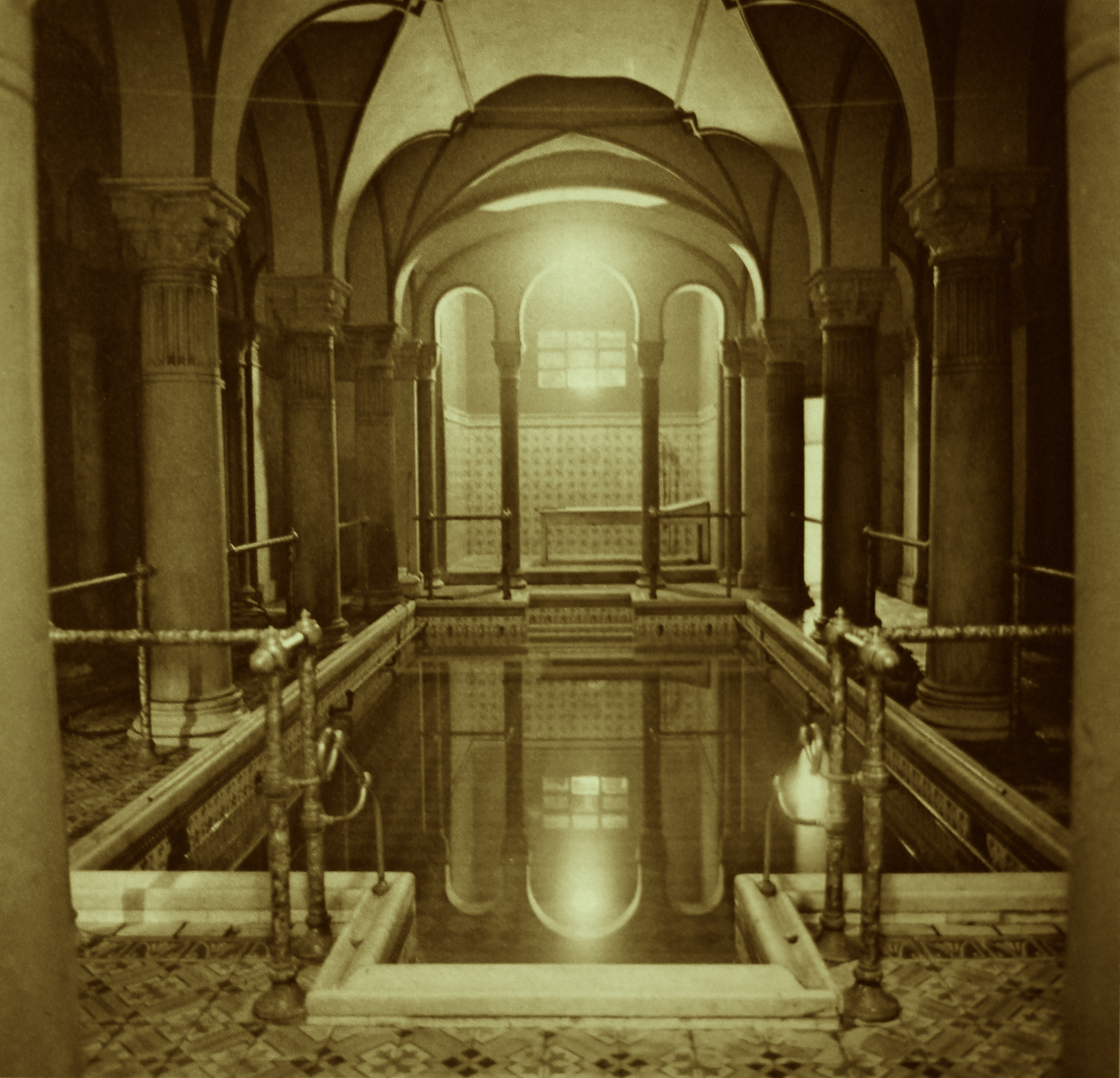
Piscina na Central Bathhouse Vienna, 1889

Sauna gay é um espaço comercial de banho público que propicia encontros sexuais casuais, frequentemente anônimos, entre homens que fazem sexo com outros homens, embora não necessariamente restrito a pessoas gays e à prática de atividades sexuais. O local também pode ser frequentado por pessoas que buscam socializar ou praticar o voyeurismo. 
A ocorrência de atividade sexual humana em casas de banho público data desde Grécia e Roma Antiga até a contemporaneidade. Historicamente, o preconceito social contra a homossexualidade fez com que pessoas gays limitassem sua expressão sexual a encontros furtivos em espaços como as saunas gays e banheiros públicos. Ao longo das décadas de 1950, 1960 e 1970, com o ressurgimento deste tipo de casas de banho, as saunas gays eram consideradas espaços seguros para pessoas não-heterossexuais. Na década de 1970, foram marcadamente locais de risco para a contração do vírus HIV.
Apesar de raras, existem saunas lésbicas e queer.
Diferentemente de prostíbulos, clientes das saunas gays pagam apenas para o uso do espaço. A atividade sexual, quando e se ocorre, não é provida pelo estabelecimento, é estabelecida entre clientes. Muitas casas de banho gay, por questões legais, proíbem ou desencorajam a prostituição dentro de seus recintos.

## Espaços da sauna gay

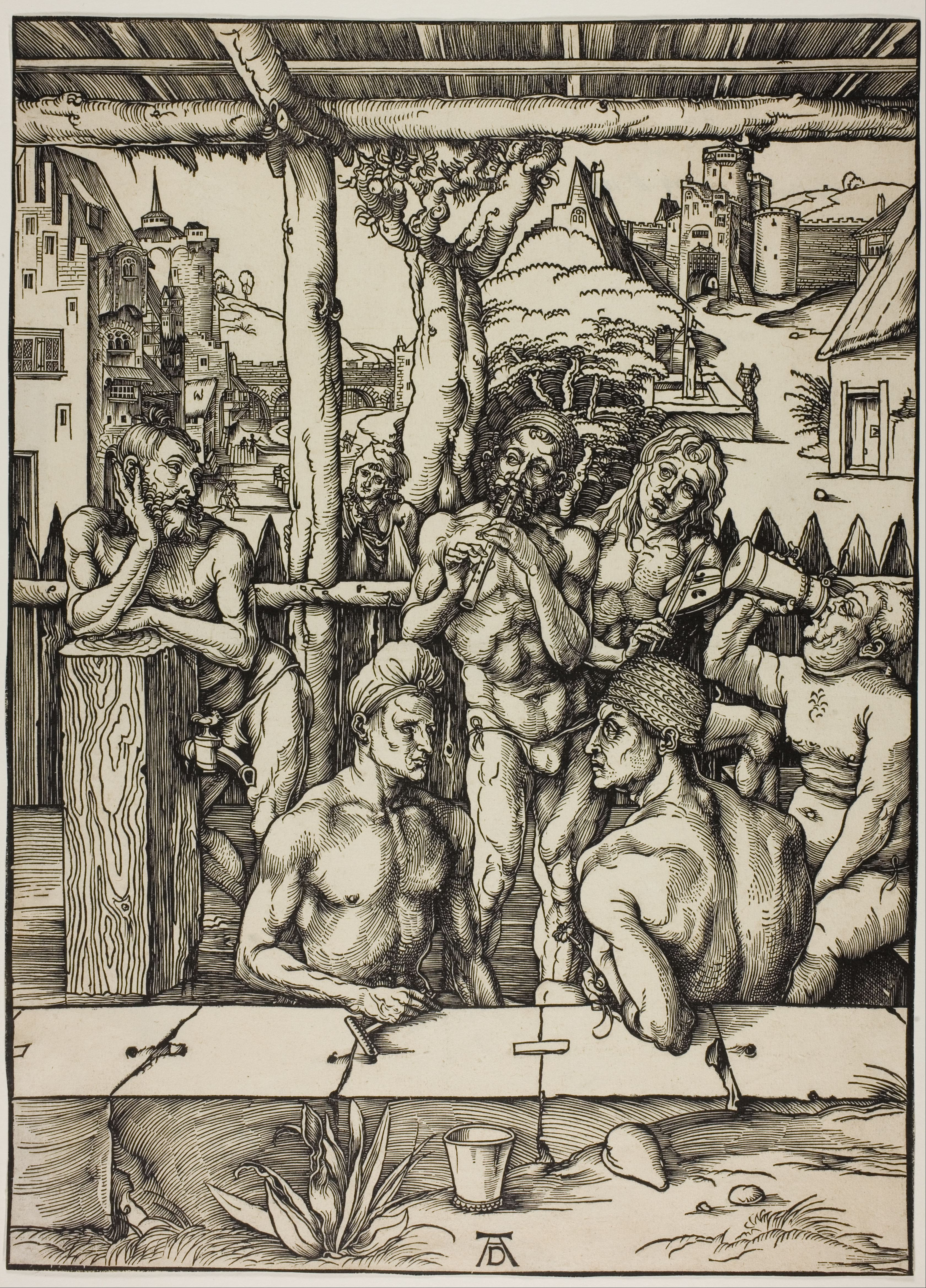
Albrecht Dürer, The Men's Bath, c. 1496-1497

O tamanho do estabelecimento pode variar e ter diversos tipos de equipamentos e salas para diferentes atividades. Todos tem pelo menos uma sala para sauna, a maioria tem uma sauna seca e outra a vapor, com um vestiário para guardar a roupa e chuveiros múltiplos. Além desse setor que forma a parte da sauna propriamente dita, saunas gays vão possuir cabines privativas para encontros mais particulares, e geralmente um bar, uma sala de vídeos eróticos e uma sala escura, para encontro absolutamente anônimos. Os frequentadores são popularmente conhecidos no Brasil como sauneiros.[carece de fontes?]

## Comportamento e perigo
No passado e ainda hoje, saunas gays eram espaços importantes e únicos para socialização de homens gays e bissexuais, além de seu carácter sexual. Na sociedade fechada e pouco receptiva atual, elas ainda são extremamente populares como meio para se conseguir sexo num ambiente amigável e seguro. Porém o sexo nas saunas é anónimo e com multiplicidade de parceiros, se caracterizando como de alto risco e de fácil proliferação de ISTs. Com vista a evitar a propagação de infecções como o VIH, muitas saunas gays 

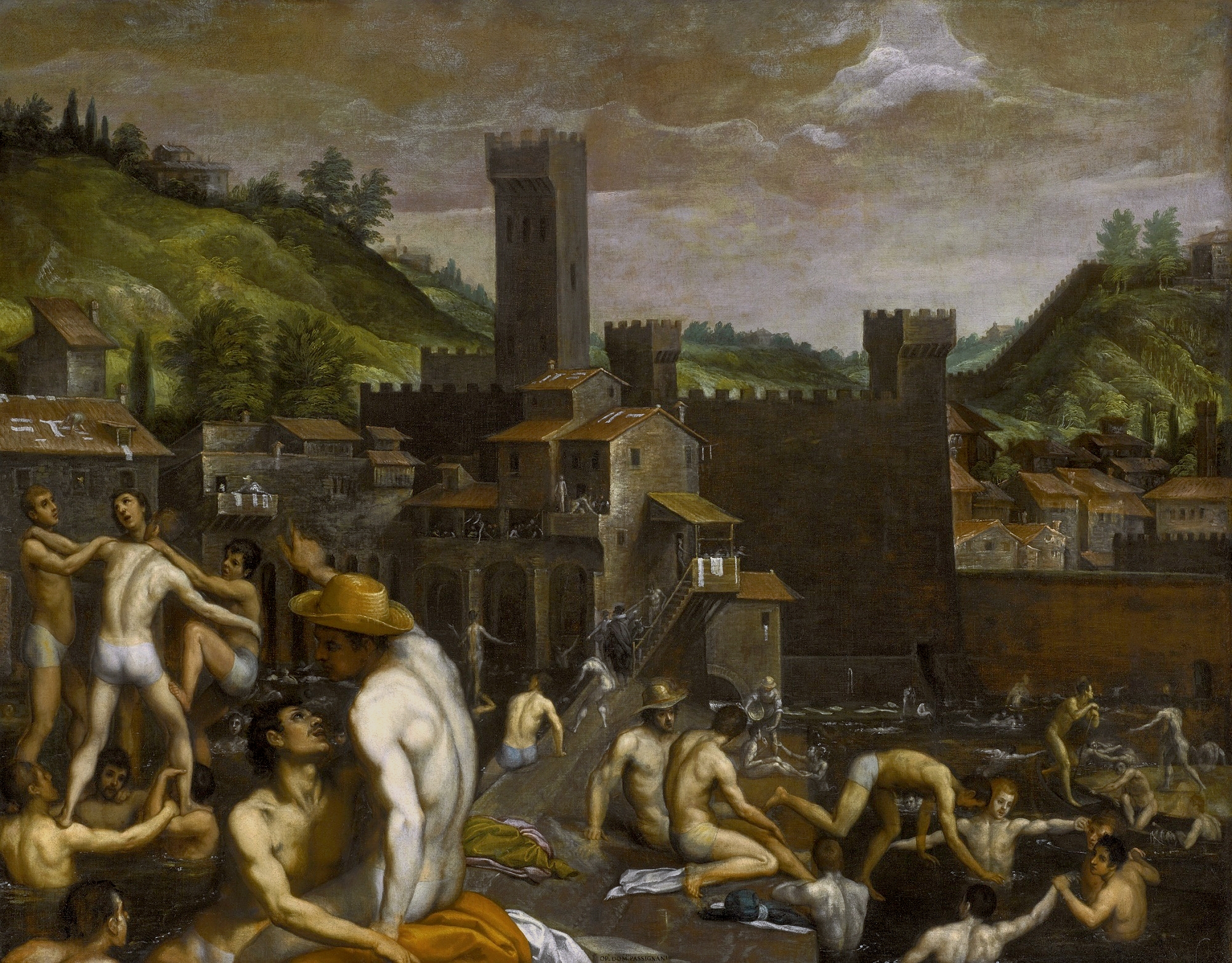
Domenico Cresti, Bathers at San Niccolò, 1600

disponibilizam preservativos (gratuitos ou pagos) para os seus utilizadores.[carece de fontes?]